# 10647 Meesters
10647 Meesters eller 3074 P-L är en asteroid i huvudbältet som upptäcktes den 25 september 1960 av den nederländsk-amerikanske astronomen Tom Gehrels och det nederländska astronomparet Ingrid van Houten-Groeneveld och Cornelis Johannes van Houten vid Palomarobservatoriet. Den är uppkallad efter amatörastronomen P. G. Meesters.
Den tillhör asteroidgruppen Eos.